# Henk Steeman
Hermanus Hendricus "Henk" Steeman (Kralingen, 15 de gener de 1894 - La Haia, 16 de febrer de 1979) fou un futbolista neerlandès que va competir a començaments del segle xx.
El 1920 va prendre part en els Jocs Olímpics d'Anvers, on guanyà la medalla de bronze en la competició de futbol.
Pel que fa a clubs, defensà els colors de l'Sparta Rotterdam i el Quick Nijmegen. Amb la selecció nacional jugà 13 partits, en què no marcà cap gol.